# リトル・マーサ
「リトル・マーサ」（Little Martha）は、オールマン・ブラザーズ・バンドが1972年に発表したインストゥルメンタル。

## 概要
デュアン・オールマンが単独で作曲した唯一の楽曲として知られる。デュアンの見た夢を元に本作品は作られた。それはホリデイ・インの部屋にジミ・ヘンドリックス（彼はその時すでに死亡していた）と一緒にいる夢だった。ヘンドリックスは流しに行って水道の蛇口をひねり、出てくる水をフレットボードにして新しく作った曲をデュアンに聞かせる。デュアンは夢から覚めたあとアコースティック・ギターを持ち、ヘンドリックスに教わった曲を再現した。
レコーディングは1971年10月、マイアミのクライテリア・スタジオで行われた。演奏はデュアンのアコースティック・ギターとディッキー・ベッツのアコースティック・ギターのみ。オリジナルのセッションではベリー・オークリーもベースで参加したが、ベースはレコードから省かれた。ベースの入ったバージョンは1989年6月20日発売のボックスセット『Dreams』に収録されている。
デュアンとベッツはともに同じオープン・チューニングで演奏しているが、「オープンD」とする資料もあれば、「オープンE♭」とする資料もある。
デュアンはレコーディングの数週間後の10月29日、オートバイ事故で死去。翌1972年2月12日発売のアルバム『イート・ア・ピーチ』に収録された。